# Flanco esquerdo
Flanco esquerdo ou Lateral esquerda é uma das nove divisões da anatomia de superfície da parede abdominal. Localiza-se à esquerda da região umbilical, próximo à cintura. O principal órgão que se encontra sob esta região é o Rim esquerdo.

## Outras regiões da parede do abdômen

Linhas superficiais da frente do tórax e abdômen.

- Hipocôndrio direito
- Hipocôndrio esquerdo
- Epigástrio
- Flanco direito
- Mesogástrio
- Fossa ilíaca direita
- Fossa ilíaca esquerda
- Hipogástrio